# Jacques Lamy
Pour les articles homonymes, voir Lamy.
Jacques Lamy, né le 21 septembre 1910 à Nancy et mort le 21 mars 1980 à Toulouse, est un pianiste, compositeur et organiste concertiste français.

## Biographie
Jacques Lamy, fils du compositeur Fernand Lamy, est pianiste et organiste. 
Il a été le directeur du Conservatoire Henri Duparc de Tarbes.

## Publications
- Trois silhouettes du grand siècle, pour la mémoire des Couperin, Paris, Philippo & Combre, 1975[5].
- Toccatina en ré majeur pour piano, Paris, Phillo, 1971[6].
- Deux pièces dans un style ancien pour piano, Paris, Philippo et Combre, 1971[7].